# Harar Beer Botling Football Club
O Harar Beer Botling Football Club é um clube de futebol com sede em Harar, Etiópia. A equipe compete no Campeonato Etíope de Futebol.

## História
O clube foi fundado pela empresas Harar Brewery.